# Villacienzo
Villacienzo es una localidad española de la provincia de Burgos en la comunidad autónoma de Castilla y León perteneciente al municipio de Villalbilla de Burgos, Está situada en la comarca de Alfoz de Burgos.

## Datos generales
Está situada 2,5 km al sur de la capital del municipio, junto a la localidad de Renuncio, ambas en el valle del arroyo de Las Fuentes, que nace en el alto de la Varga y atravesando Villagonzalo Pedernales finaliza su recorrido en el río Arlanzón aguas arriba de San Mamés. Linda esta localidad con el término municipal de Burgos .

## Situación administrativa
Entidad Local Menor cuyo alcalde pedáneo es Fernando Sanz.

## Comunicaciones
- Carretera:  provincial BU-V-1004 que desde el alto de Villalbilla en la N-120 comunica con la A-62 en Villagonzalo.
- Ferrocarril: Directo Madrid-Burgos, inaugurado en julio de 1968, iniciándose en esta localidad la variante ferroviaria de Burgos

## Medio Ambiente
- VEGETACIÓN POTENCIAL: Desde el punto de vista biogeográfico la vegetación potencial de Villacienzo pertenece al reino Holártico, región Mediterránea, provincia Castellano-Maestrazgo-Manchega, sector Castellano Duriense. En la zona podemos apreciar la presencia de 2 series de vegetación, una climatófila y otra edafohigrófila, según Rivas Martínez (1987).

La serie de vegetación climatófila dominante en el territorio es la serie de los quejigares (Cephalantero longifoliae-Querceto fagineae sigmetum.).Los quejigares ocupan áreas de ombroclima subhúmedo, tanto del piso mesomediterráneo como del supramediterráneo, asentándose sobre suelos arcillosos calcáreos profundos. La etapa madura (Cephalanthero rubrae-Quercetum fagineae) la constituye un bosque dominado por el quejigo (Quercus faginea), que aparece acompañado por encinas (Quercus rotundifolia) en suelos menos profundos y secos, y en las zonas más umbrías se mezcla con caducifolios como arces (Acer monspessulorum ) y serbales (Sorbus aria y S.torminalis). En el sotobosque encontramos diversos arbustos (Jasminum fruticans, Locifera etrusca, Locifera periclymenus...) y herbáceas (Cephalanthera longifolia, Geum sylvatium, Thalaspi perfoliatum...) En las etapas de degradación destacan los aulagares de la asociación (Genisto scorpii- Retametum shaerocorpae) con aulagas (Genista scorpius) y retamas (Retama shaerocarpa.) sobre laderas y taludes de carretera soleados, otra asociación presente en la zona es la del salviar ( Lino differentis- Salvietum lavandulifoliae) teniendo como especie vegetal principal la salvia (Salvia lavandulifolia) que se asienta sobre los terrenos calizos presentes en la zona. Como etapa más degradada destacan los pastizales- tomillares de la asociación ( Mantisalco salmanticae- Brachypodietum phoenicoiditis) con gramíneas (Brachypodium phoenicoides) , compuestas (Mantisalca salmantica) y tomillos ( Thymus vulgaris).
En las áreas de influencia de los principales cauces fluviales que atraviesan la localidad, encontramos la serie de vegetación edafohigrófila de las alisedas (Galio broteriani-Alno glutinosae sigmetum) sobre suelos silíceos. En la etapa madura (Galio broteriani-Alnetum glutinosae) dominan el aliso (Alnus glutinosa) ,el olmo (Ulmus minor) y el fresno ( Fraxinus angustifolia), junto con estos árboles, esta comunidad vegetal presenta un endemismo luso-hispánico (Galium broterianum) y suele estar acompañando de sauces (Salix atrocinerea.) y chopos (Populus nigra). Entre sus etapas de degradación destaca el zarzal higrófilo con arraclanes (Rubo ulmifolii-Rosetum corymbiferae Franguletosum alni) y un herbazal escionitrófilo (Geranio robertiani-Caryolophetum sempervirentis).
- VEGETACIÓN ACTUAL : La flora actual en la zona aparece muy alterada, con respecto a las etapas maduras descritas en las series de vegetación potencial. Los cultivos son fundamentalmente de secano, ya sea trigo (Triticum sp.) o cebada ( Hordeum vulgare), excepto algunas tierras situadas en las proximidades de los arroyos que son dedicadas a la alfalfa (Medicago sativa) y a huertas. Hacia el norte del municipio se conserva un bosquete de quejigos perteneciente a la asociación Cephalanthero rubrae-Quercetum fagineae .También destaca la presencia de repoblaciones de coníferas que se adaptan al terreno pero su desarrollo se ve afectado al ser especies alóctonas de la zona, destacando las masas de pino lauricio (Pinus nigra) y pino silvestre (Pinus Sylvestris) que conforman el Pinar de Villacienzo, estas plantaciones monoespecíficas han permitido la proliferación de la procesionaria u oruga del pino (Thaumetopoea pityocampa) afectando a grandes extensiones. Muchas de las zonas presentan suelos ruderalizados y alterados con altas concentraciones de nitrógeno donde crecen especies como la Hierba del ajo ( Alliaria petiolata), el zurrón de pastor (Capsella bursa-pastoris), la cicuta (Conium maculatum),la ortiga (Urtica dioica), la ampola (Papaver rhoeas), etc. Al igual que la vegetación climatófila las series edafohigrófilas aparecen relegadas y escasamente representadas, habiendo sido sustituidas por cultivos. Los bosques de ribera se encuentran bastante degradados, muchas de las saucedas han desaparecido y los olmos (Ulmus minor) han quedado relegados a pequeños enclaves debido a la enfermedad de la grafiosis provocada por un hongo (Ceratocystis ulmi ). Destaca la presencia de choperas cultivadas para producción maderera, con la presencia de especies de chopos híbridos euroamericanos (Populus x canadensis).Fachada y portada de la Iglesia de San Miguel Arcángel.

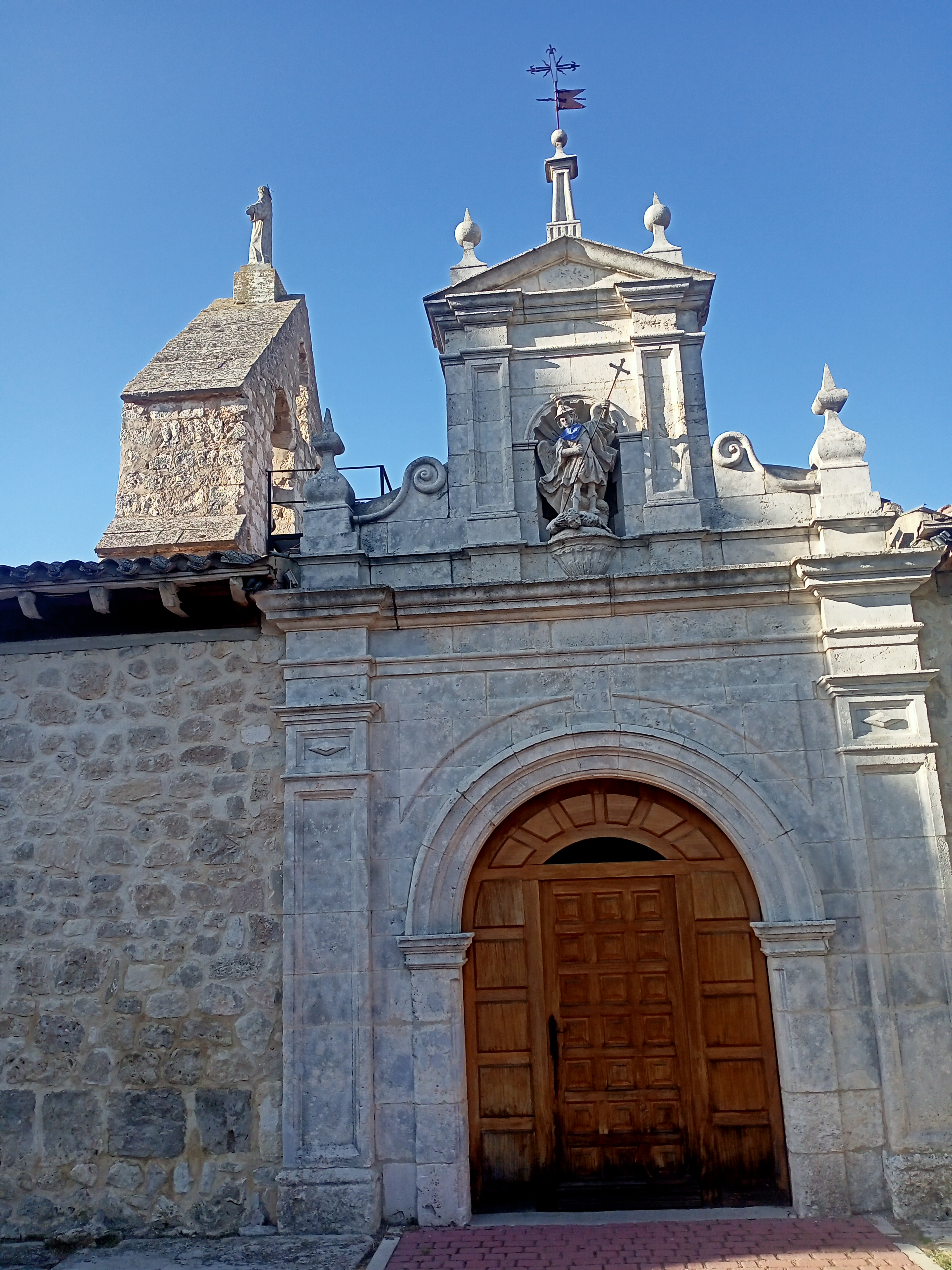
Fachada y portada de la Iglesia de San Miguel Arcángel.

- FAUNA :Existe una gran biodiversidad en el término municipal de Villacienzo, aunque la mayoría de las especies animales viven en comunidades vegetales degradadas por los usos urbanos y agrícolas. Las comunidades faunísticas están adaptadas a la presencia del hombre debido a la ausencia de grandes masas forestales, humedales y roquedos que les sirvan de cobijo.

Entre las especies adaptadas al entorno rural, destacan varios mamíferos como los erizos (Erinaceus europaeus), el ratón de campo (Apodemus sylvaticus), la musaraña común (Crocidura russula ) ,comadrejas (Mustela nivalis) y en las huertas próximas destaca la presencia del topo (Talpa sp.). Por otra parte cabe destacar la presencia de grandes comunidades de murciélagos como el murciélago Grande de Herradura (Rhinolophus ferrumeguinum),el murciélago Hortelano (Eptesicus serotinus), y el murciélago común (Pipistrellus pipistrellus) los cuales están incluidos en la categoría de especies de “interés especial” según el Catálogo Nacional de Especies Amenazadas. En cuanto a la avifauna urbana destacamos pequeños pájaros como la golondrina (Hirundo rustica), el gorrión común (Passer domesticus) , la tórtola turca (Streptopelia decaocto) y la paloma doméstica (Columbus livia). Por otra parte, el campanario de la Iglesia es utilizado como lugar de nidificación de la cigüeña blanca (Ciconia ciconia). En los cultivos cerealistas de secano, que son los de mayor extensión , destacan reptiles como la lagartija ibérica (Podarcis hispanica) y la culebra bastarda (Malpolon monspessulanus). Las aves son principalmente esteparias y se alimentan de las semillas de los cultivos y de pequeños roedores, entre ellas destaca, el cernícalo vulgar (Falco tinnunculus), el aguilucho cenizo (Circus pygargus), la tórtola común (Streptopelia turtur), las perdices (Alectoris rufa), las codornices (Coturnix coturnix) y rapaces nocturnas como la lechuza (Tyto alba) y el mochuelo común (Athene noctua).Los mamíferos más característicos son el conejo (Oryctolagus cuniculus) y liebre (Lepus granatensis) observándose la presencia de diversas madrigueras en las lindes que rodean la localidad. También destacan otras especies que utilizan la zona como lugar de paso y para alimentarse como el zorro (Vulpes vulpes) y el jabalí (Sus scrofa). Los arroyos que trascurren por estas tierras son un oasis de vida sobre todo en la época estival debido a la presencia de agua y de vegetación riparia que sirve de refugio y lugar de nidificación para numerosas especies. Entre las especies ligadas al medio acuático destacan los anfibios como la rana común (Rana perezi), la rana de San Antonio (Hyla arborea), el sapo común (Bufo bufo)y el sapo corredor (Bufo calamita) y reptiles como la culebra viperina (Natrix maura). En estas zonas de ribera destacan diversas aves acuáticas como el zampullín chico (Tachybaptus ruficollis), el ánade real (Anas platyrhynchos) y la polla de agua (Gallinula chloropus).

## Historia
Lugar que formaba parte, del Alfoz y Jurisdicción de Burgos en el partido de Burgos , uno de los catorce que formaban la Intendencia de Burgos durante el periodo comprendido entre 1785 y 1833, tal como se recoge en el Censo de Floridablanca de 1787 . Tenía jurisdicción de abadengo dependiente del Hospital del Rey con alcalde pedáneo.
Antiguo municipio de Castilla la Vieja en el Partido de Burgos código INE- 095174 que en el censo de la matrícula catastral contaba con 42 hogares y 101 vecinos. Entre el censo de 1857 y el anterior, este municipio desaparece porque se integra en el municipio 09535 Renuncio.